# 士匡
士 匡（し きょう、生没年不詳）は、中国後漢末期から三国時代にかけての人物。父は士壱。伯父は士燮。

## 生涯
従兄弟の士徽らが呉の孫権に対して反乱を起こしたとき、呉の交州刺史である呂岱と仲が良かった士匡は反乱に加わらず、呂岱から従兄弟たちの説得を頼まれたため、彼らの説得に赴いた。そして、命を保障するという条件の下、士徽らを降伏させることに成功した。
しかし、孫権に士徽らを許す意思はなく、呂岱の騙し討ちによって士徽兄弟は皆殺しにされてしまった。士匡は、呂岱の助命嘆願と士徽らを降伏させた功績により、父と共に死一等を免ぜられたものの、官位剥奪のうえで庶民に落された。士匡のその後については記述がないため、父が誅殺された際に一緒に殺されたかどうかも不明である。